# Reforma

«Liberación de los campesinos (Lectura del Manifiesto)». Borís Kustódiev, 1907

La reforma es un cambio planificado por utilidad y conveniencia en  un sistema moderado o, a veces, a una reversión a un estado original o anterior del mismo. 
Esto quiere decir mejorar o  enmendar de lo que está equivocado, o es insatisfactorio, o está afectado por la corrupción o las malas prácticas, etc. El uso de este término, en el sentido indicado, surgió a fines de los años 1700, y se cree que tuvo su origen en el movimiento «Asociación de Cristóbal Wyvill», que entonces se identificaba con la "Reforma Parlamentaria" como su objetivo primario.
Generalmente, se distingue y diferencia de una Revolución, ya que este último concepto siempre se asocia con un cambio radical. Una reforma puede llegar a ser no más que una racionalización de procedimientos o una puesta a punto de los mismos, o a lo sumo el encauzamiento o atenuación de errores serios que tenían por consecuencia alterar o distorsionar los fundamentos y objetivos del sistema. Una reforma, en algún sentido, procura mejorar el sistema de que se trata mientras el mismo se continúa aplicando, y en muchos casos hay en este proceso una gradualidad y continuidad. Por el contrario, los grupos radicales, cuando encaran cambios en un sistema, en muchos casos proponen o tratan de promover cambios profundos, incluso con el derrocamiento o desplazamiento del propio gobierno o de la cúpula directiva del sistema, incluso con la sustitución de un grupo de gente por el propio grupo que propone los cambios y que intenta llevarlos adelante.
El concepto de reformase distingue claramente del concepto de revolución, ya que este último término equivale a operar un cambio radical y básico, a veces realizado con violencia o con guerra. En cambio, una reforma en muchos casos equivale no más que la puesta a punto de un nuevo sistema o un nuevo enfoque, o el quitar inconvenientes sin cambiar el sistema entero o la operativa de base. Una reforma procura mejorar el sistema que se tiene, generalmente en forma progresiva y por etapas, y nunca pretende derrocarlo. Al implementar una reforma, por lo general, se trata de convencer en lugar de imponer.
La rotación de jerarquías o los límites de tiempo en los desempeños, por contraste, en cierto sentido serían más revolucionarios, ya que alteran bastante radicalmente el entramado político o administrativo del sistema (estructura, institución, oficina), cambiando las relaciones entre dirigentes y dirigidos, entre titulares y miembros.
Los países en vía de desarrollo pueden realizar una amplia gama de reformas para mejorar sus respectivos niveles de vida y satisfacción, a menudo con el apoyo orientador y financiero de instituciones financieras internacionales y de agencias de ayuda. Esto puede incluir reformas en cuanto a política macroeconómica, o al funcionamiento del servicio civil, o la gestión financiera pública.